# ジャン・マルラン
ジャン・マルラン（Jean Marlin、1833年 - 1872年）は、フランス軍第8歩兵大隊の下士官。

## 人物・生涯
慶応3年（1867年）、彼はジュール・ブリュネに同伴し、軍事顧問団として日本にやって来た。彼は幕府伝習隊を調練した。
戊辰戦争が勃発すると、マルランはフランス軍の職を辞し、旧幕府軍に加わり戦い続けることを選んだ。箱館戦争ではアルテュール・フォルタン、アンドレ・カズヌーヴ、フランソワ・ブッフィエと共に、「蝦夷共和国」軍の四列士満（レジマン、フランス語で連隊を意味する "régiment" をそのまま当て字にした）のうちの一隊の隊長を務めた。
明治2年4月9日（1869年5月20日）、新政府軍は北海道に上陸、5月11日（6月20日）五稜郭に立て籠もる箱館政権軍に対し、明治新政府軍の総攻撃が開始され、五稜郭は陥落、5月18日（6月27日）総裁・榎本武揚らは新政府軍に投降した。フランス人らは、榎本の勧めに従い、総攻撃前の5月1日（6月10日）に箱館港に停泊中のフランス船に逃れた。
その後、マルランは、フォルタン、ブッフィエと共に、明治3年（1869年）、当時大阪にあった兵部省に雇われた。マルランは明治5年に死去、神戸外国人墓地に埋葬された。